# استرگم
اِسترگم (به مجاری: Esztergom؛ به آلمانی: Gran؛ به اسلواکی: Ostrihom؛ به ترکی استانبولی: Estergon) در مجارستان در کوماروم-استرگوم واقع شده‌است. جمعیت این شهر ۳۰٫۲۶۱ نفر است.

## نگارخانه

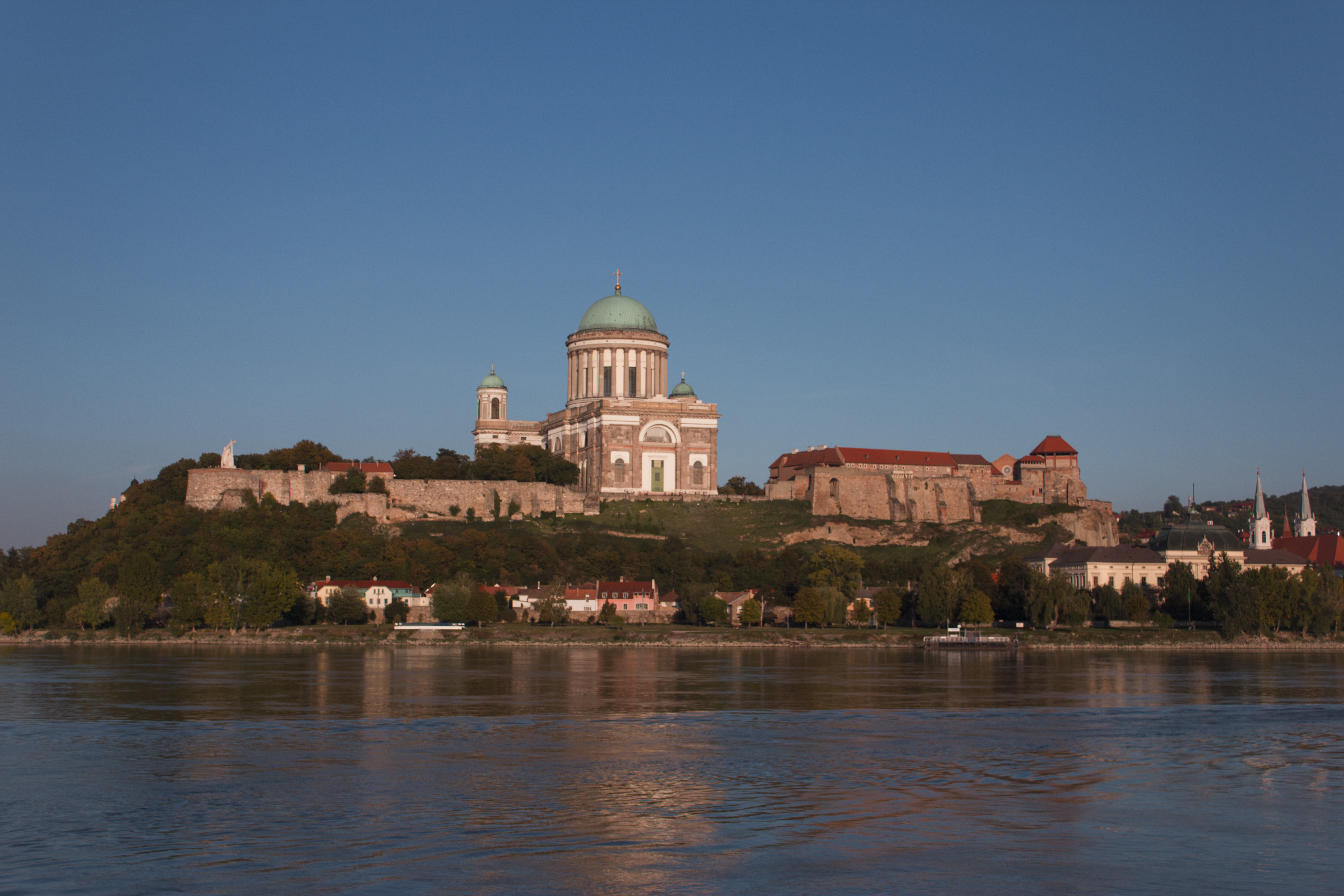
تپه قلعه
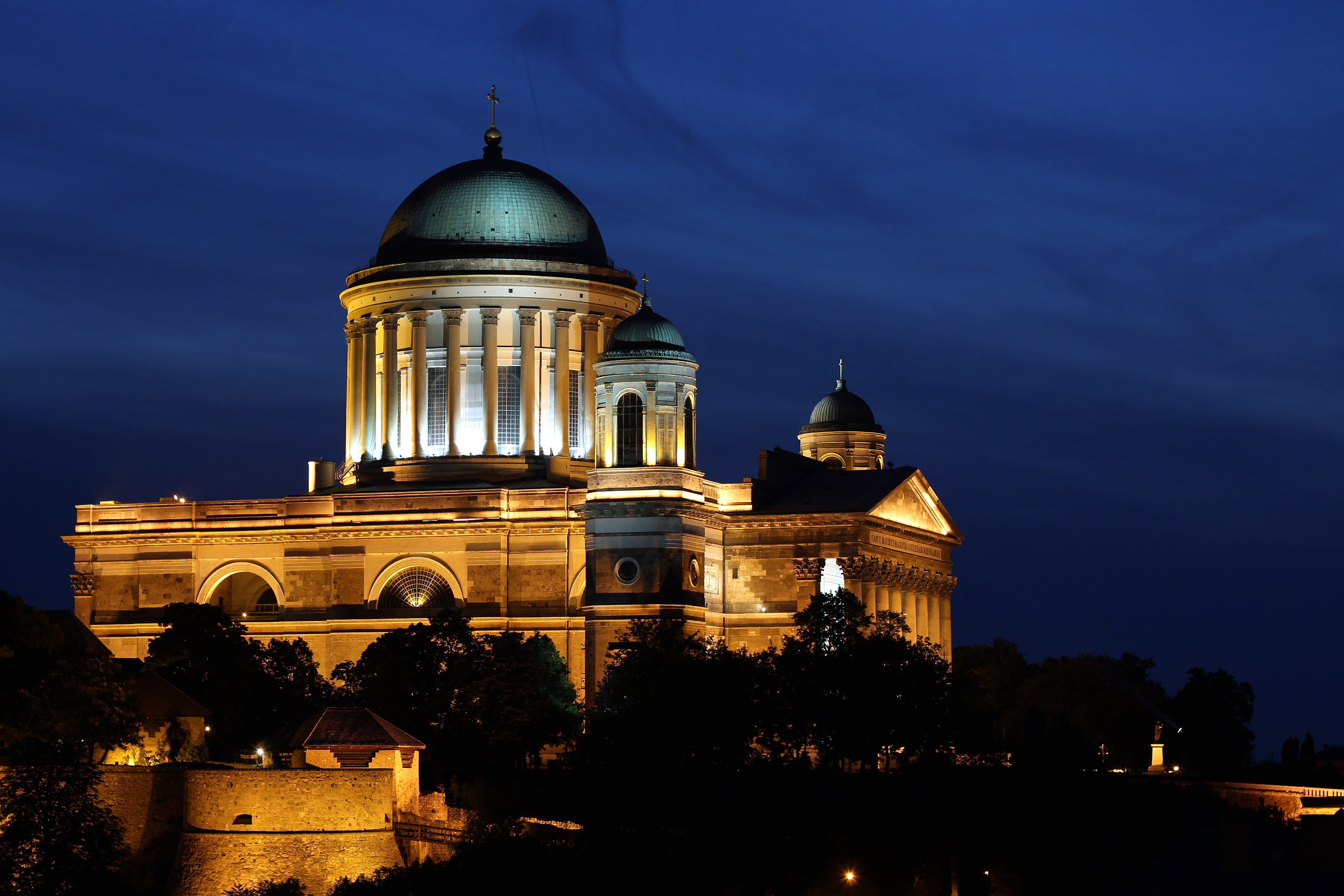
کلیسای جامع استرگم
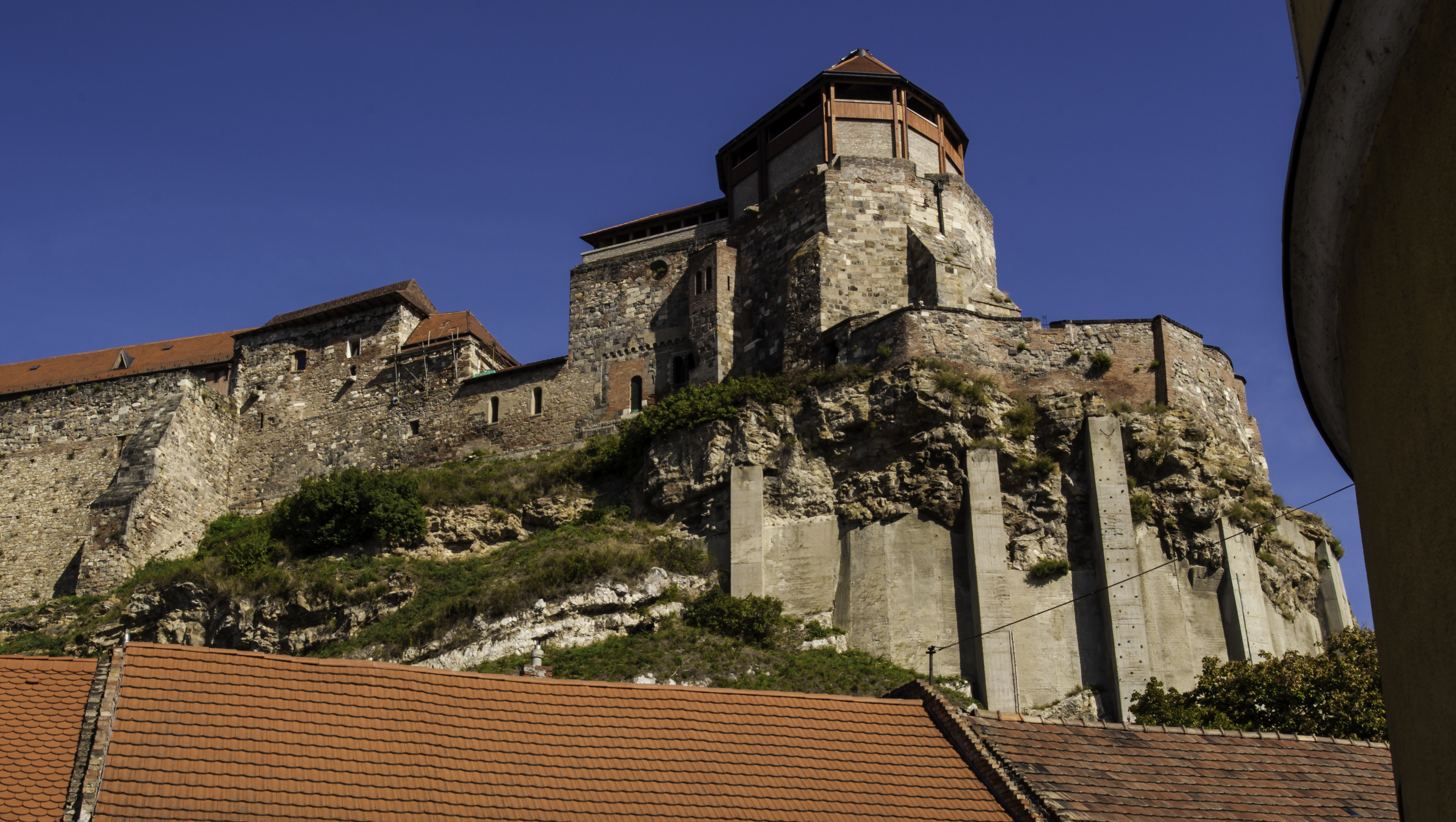
برج سفید قلعه
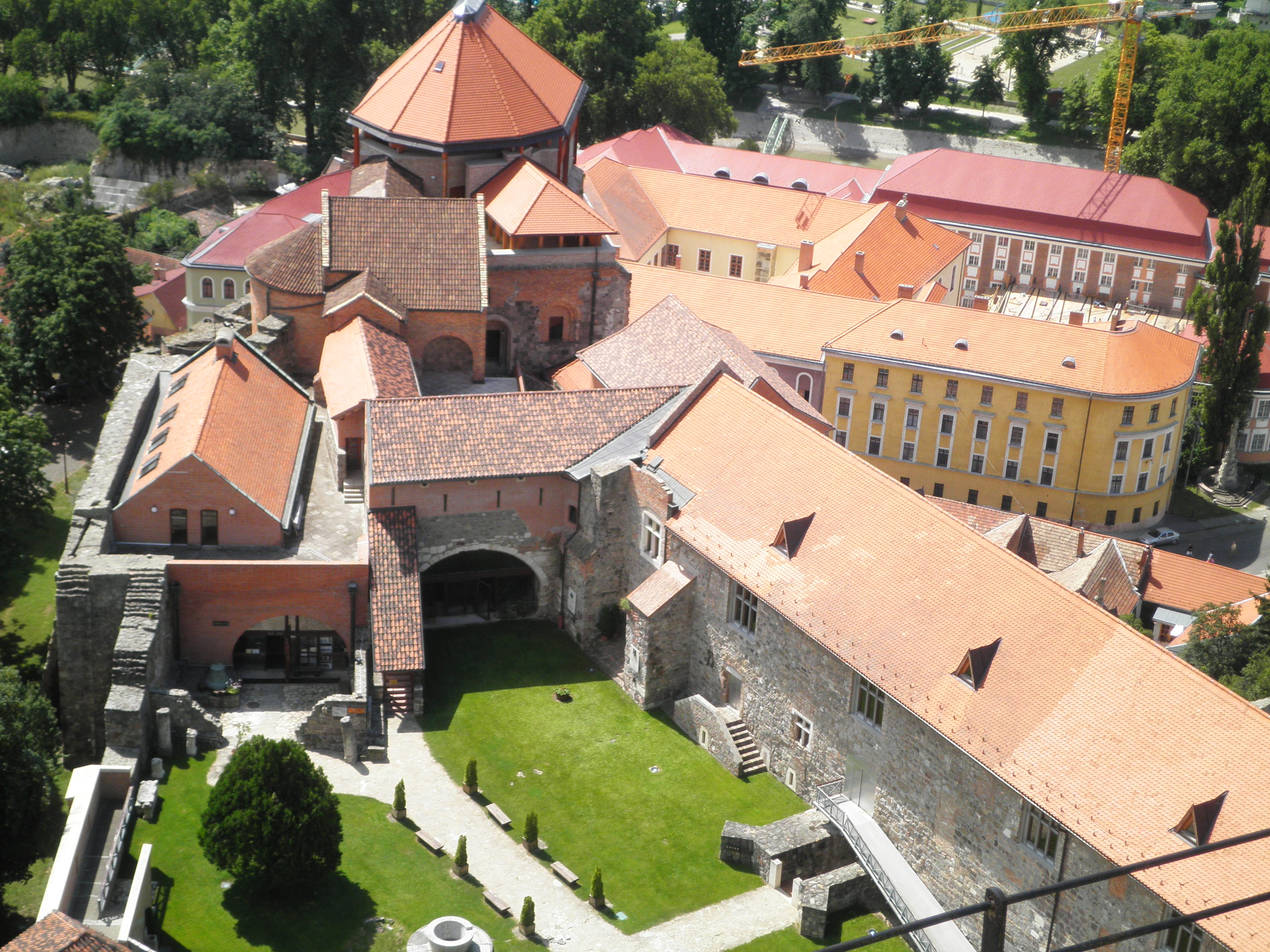
موزه قلعه
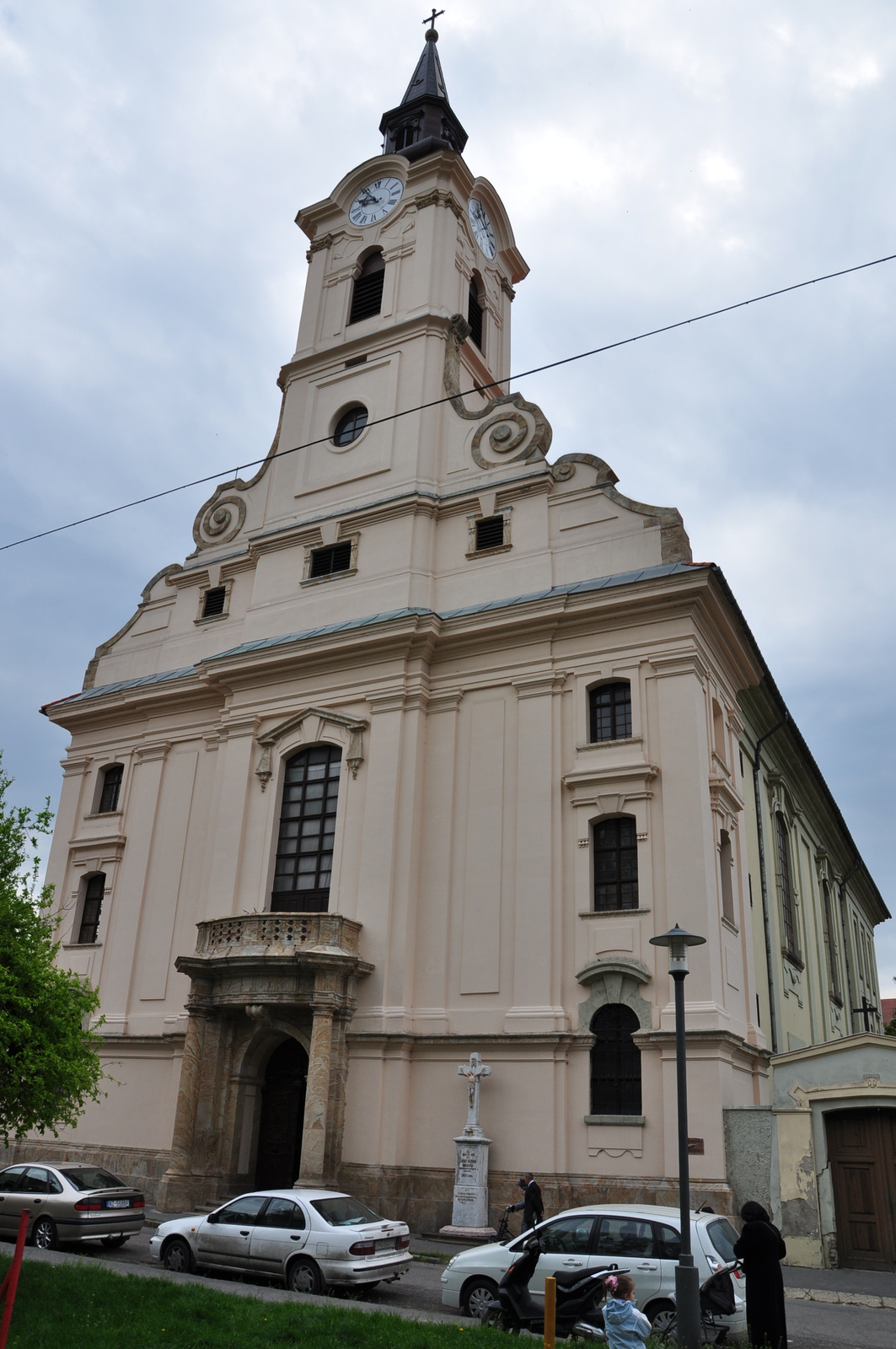
کلیسای مرکز شهر
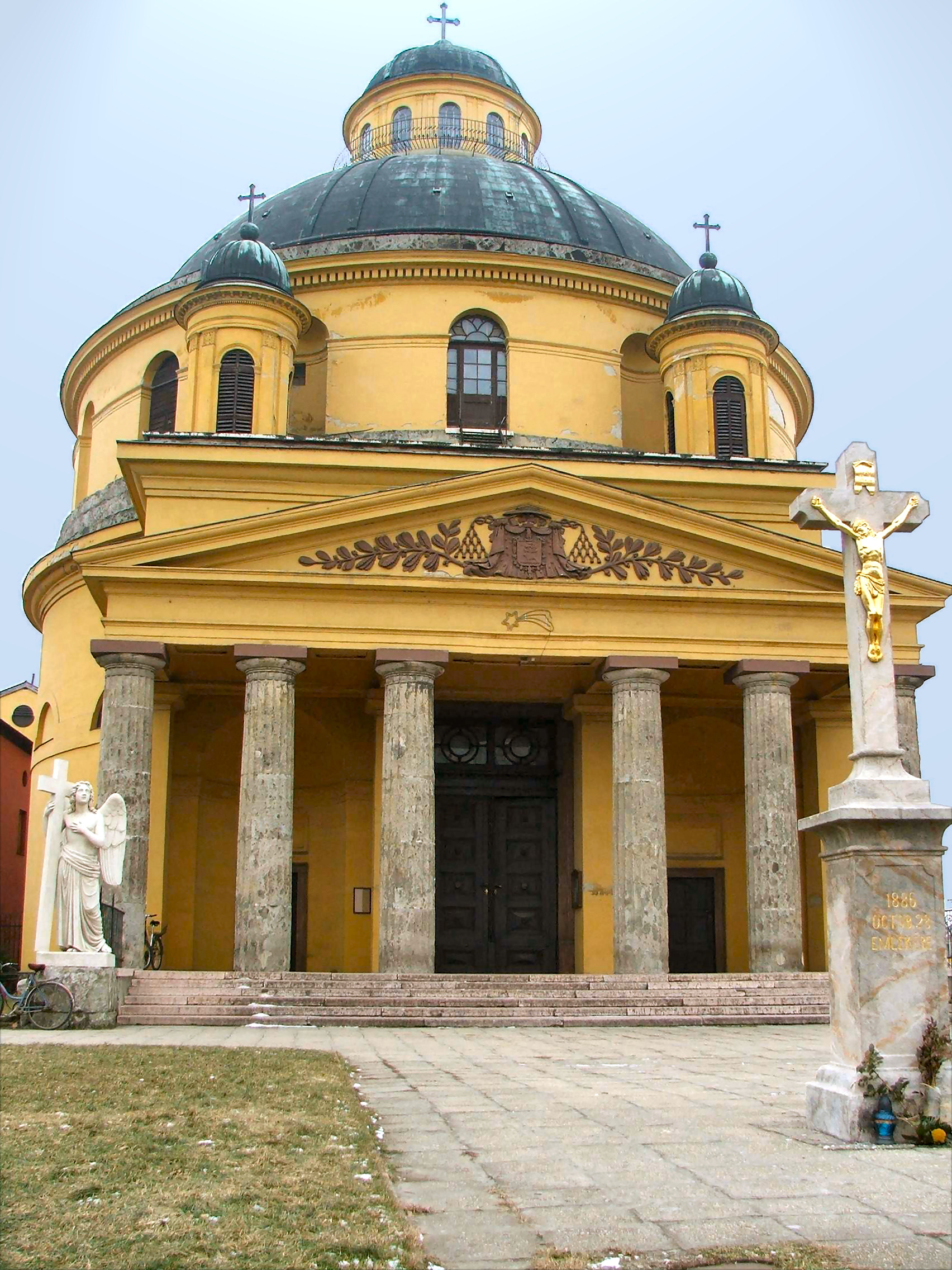
کلیسای سن آنا
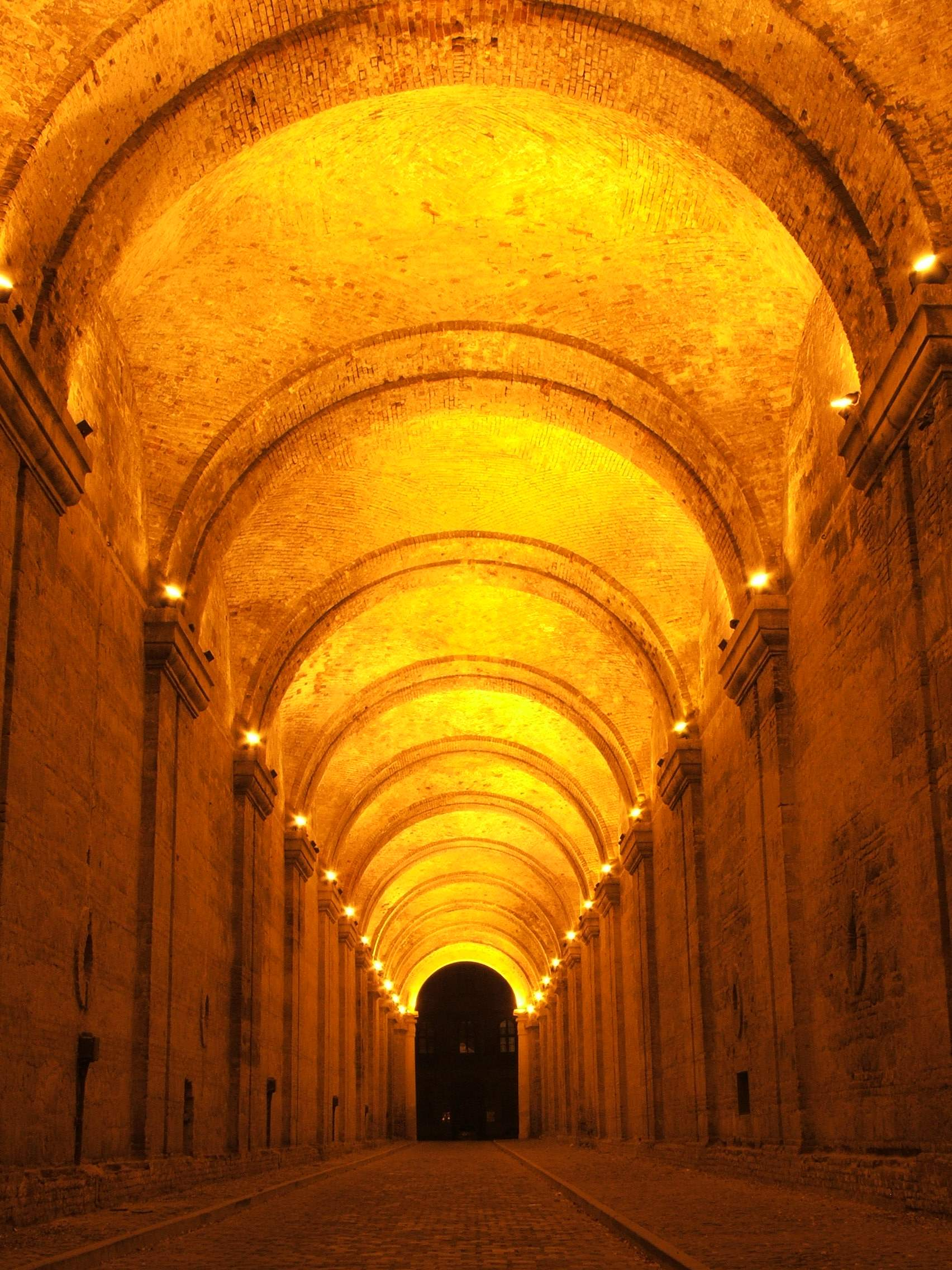
دروازهٔ تاریک
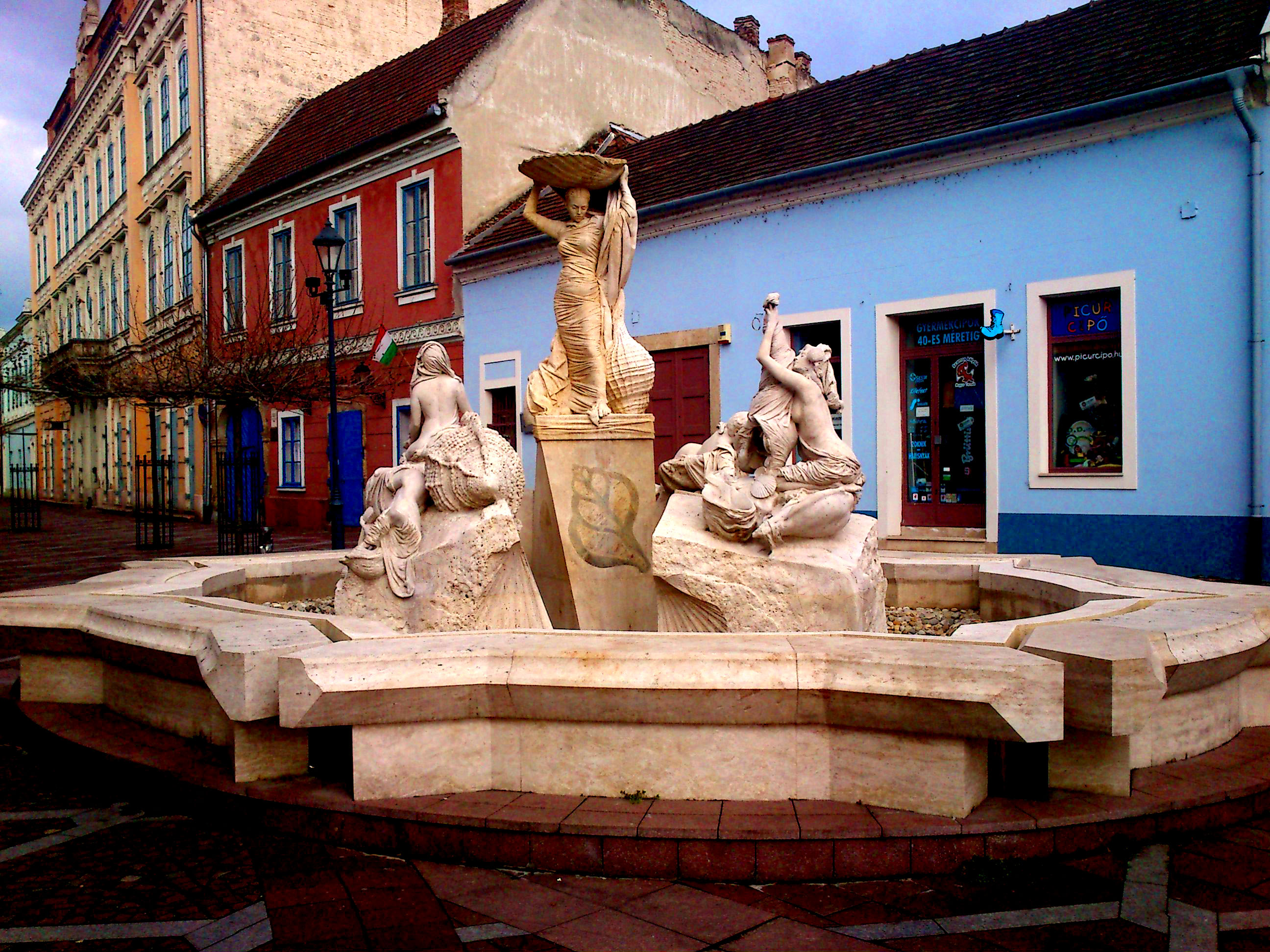
فواره ایستر